# Carretera Fuzuli-Shusha
La Carretera Fuzuli-Shusha o Carretera de la Victoria (en azerí: Füzuli–Şuşa avtomobil yolu / Zəfər yolu) es parte de la autopista Hayigabul-Minjivan-Zangezur y se extiende hasta la ciudad de Shusha.

## Historia
El 8 de noviembre de 2020 la ciudad de Shusha fue liberada por las fuerzas de Azerbaiyán. El 17 de noviembre de 2020, el presidente de Azerbaiyán, Ilham Alíyev firmó una orden sobre la construcción de la carretera Ahmedbeyli-Fuzuli-Shusha. El 15 de enero de 2021 Ilham Alíyev colocó la primera piedra de la carretera Fuzuli-Shusha.
La carretera Fuzuli-Shusha es parte del corredor principal Hajigabul-Minjivan-Zangezur y se extiende hasta la ciudad de Shusha. Atraviesa por el territorio de los distritos de Fuzuli, Joyavend, Joyalí y Shusha, y abarca más de 20 asentamientos de estos distritos.
La construcción de la carretera es llevada a cabo por "Special Road Operation Number 16" LLC y "Main Road Operation Number 7" LLC de la Agencia Estatal de Carreteras de Azerbaiyán junto con la empresa turca "Kolin İnşaat Turizm Sənaye və Ticarət A.Ş." y Azvirt LLC.  Los trabajos de construcción se llevan a cabo bajo la supervisión directa de la dirección de la Agencia Estatal de Carreteras de Azerbaiyán. Los puentes con longitudes de 45, 80 y 90 metros se han construido en 26,9, 37,2, 37,5 y 57,3 kilómetros de la carretera.
El 7 de noviembre de 2021 el presidente de la República de Azerbaiyán, Ilham Aliyev, y la primera dama, Mehriban Aliyeva participaron en la ceremonia de inauguración de la Carretera de la Victoria en el distrito de Fuzuli.

## Galería

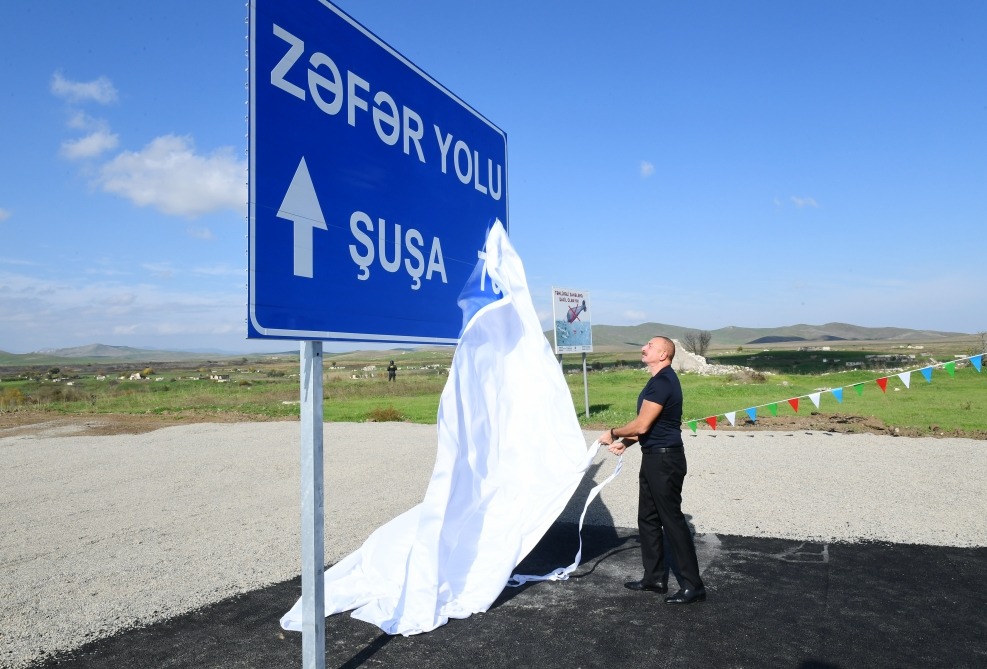
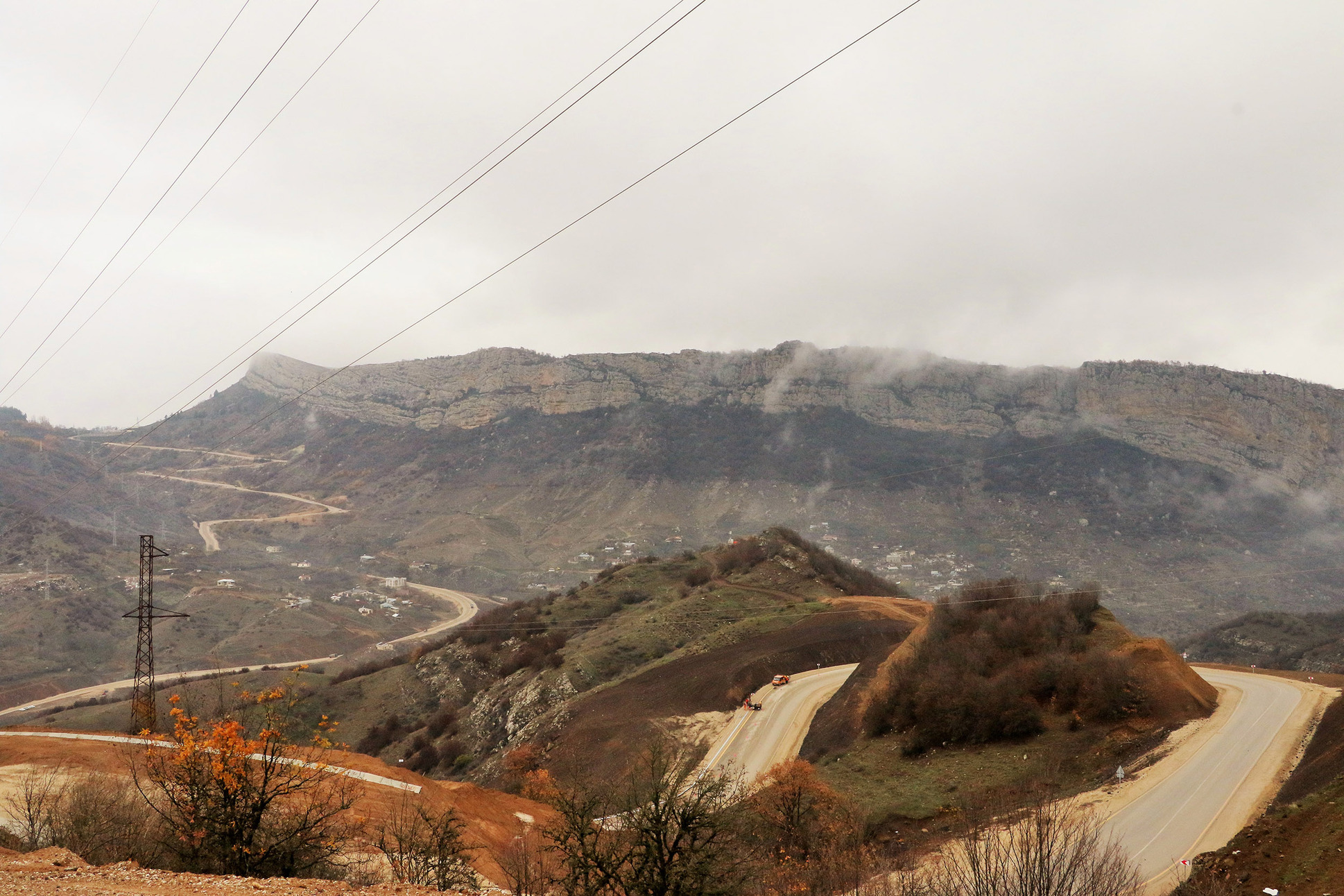
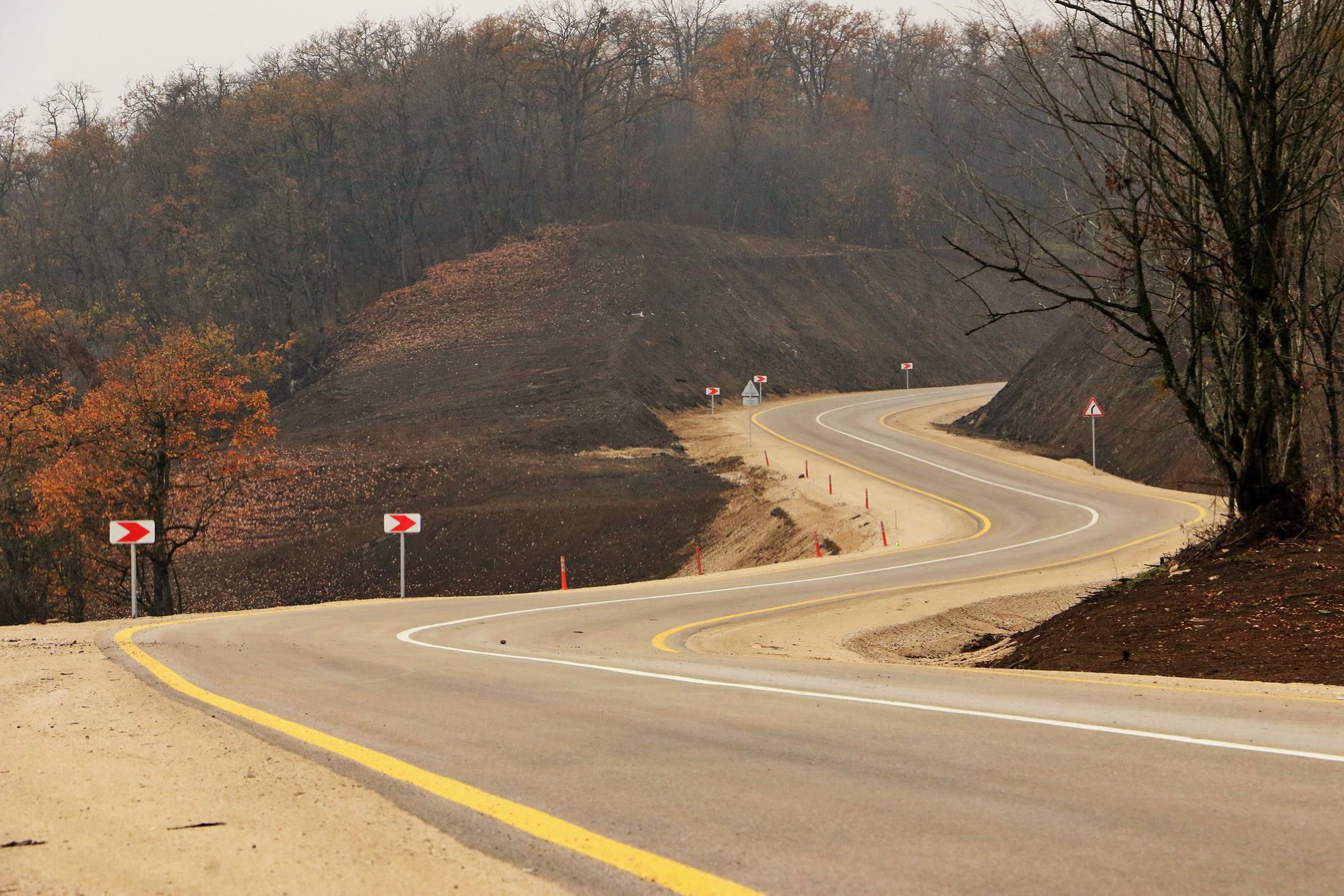
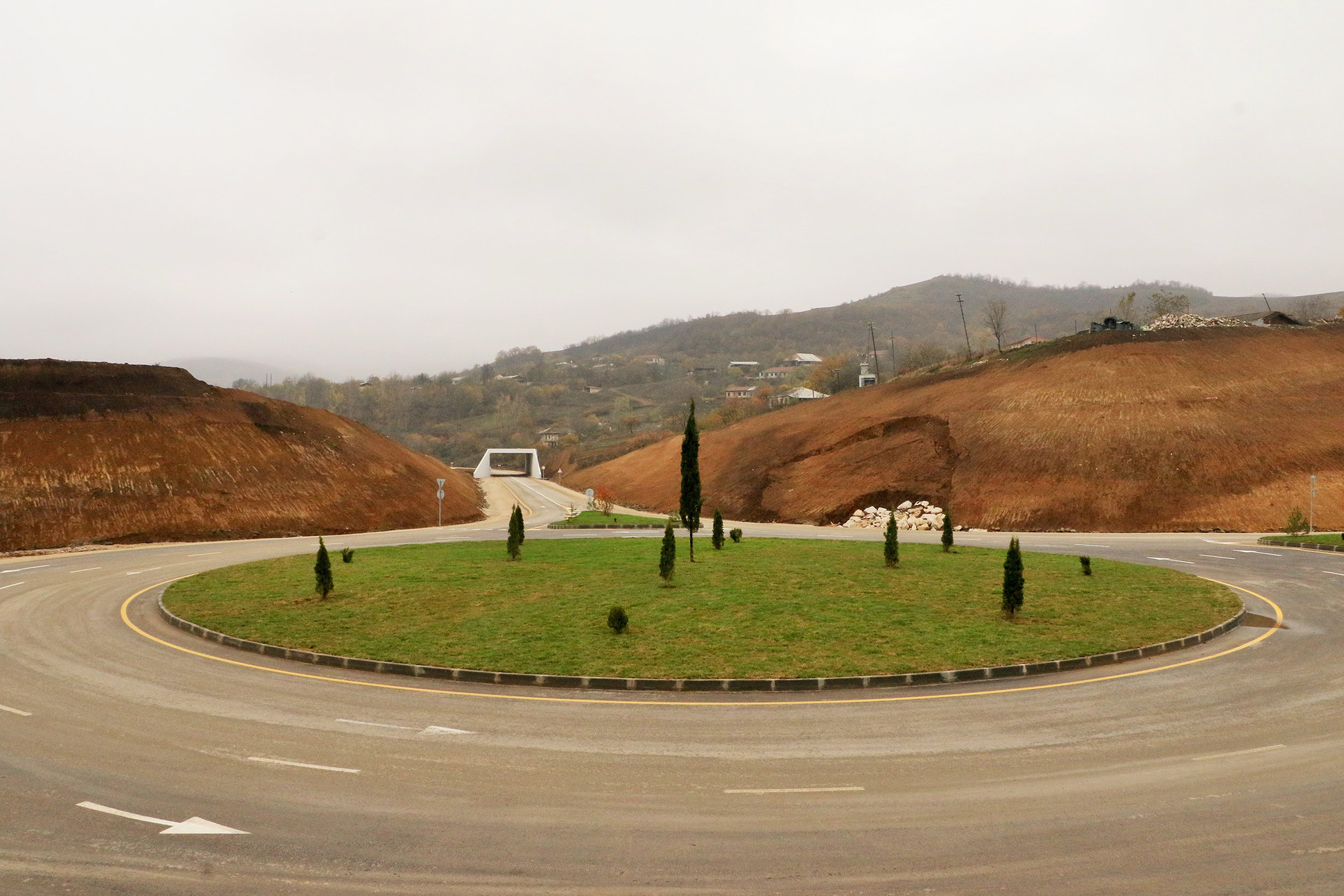
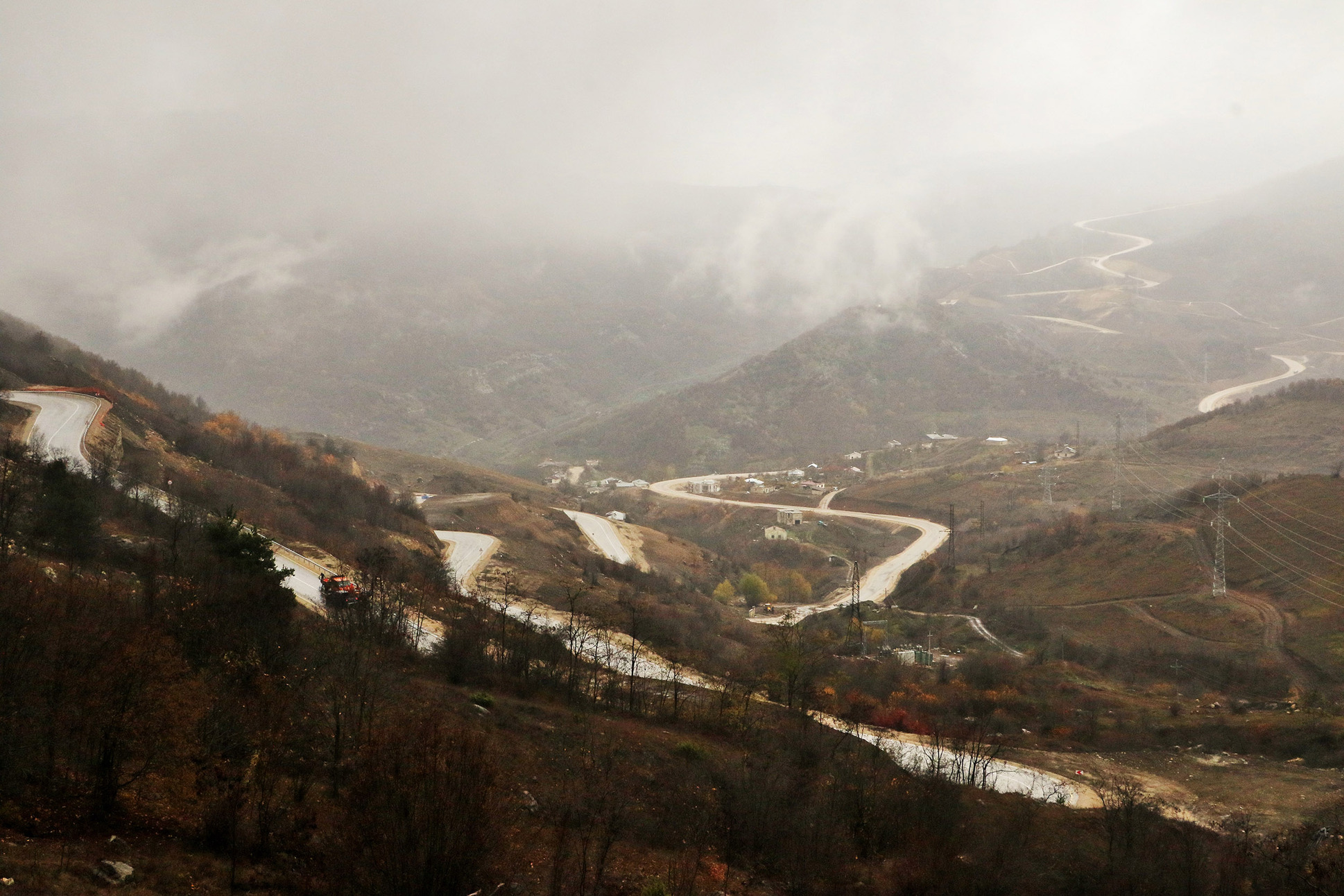